# 朴八陽
朴 八陽（パク・パリャン、朝鮮語: 박팔양、1905年8月2日 - 1988年10月4日）は、日本統治時代の朝鮮および朝鮮民主主義人民共和国のジャーナリスト、詩人、教授、政治家。第2期最高人民会議代議員。号は麗水、如水（ともにヨス、여수）。ペンネームは金 麗水（キム・リョス、김려수）、麗水山人（ヨスサニン、여수산인）。

## 生涯
京畿道現在の水原市出身。幼少期に京城府に移り、培材高等普通学校（現・培材高等学校）、京城法学専門学校卒。
1923年、東亜日報新春文芸に『神の酒』が当選して文壇に登場し、1926年に朝鮮プロレタリア芸術家同盟に参加した。朝鮮日報、中外日報、朝鮮中央日報などで記者を務めながら、1940年に詩集『麗水詩抄』を発表した。
1945年の光復時には満洲で満鮮日報の記者を務めており、帰国の際は北朝鮮に滞在した。
1946年に朝鮮共産党と朝鮮文学家同盟に参加し、1947年に『朴八陽詩集』を発表した。1958年に『黄海の歌』、1961年に『吹雪万里』を発表したほか、『民族の栄誉』、『名のないいち草葉の歌』など、長編の叙事詩を発表している。以降正路（現・労働新聞）の編集局長、副主筆のほか、金日成総合大学語文学部新聞学科の講座長を務めた。
そのほか、朝鮮戦争の従軍作家、朝鮮作家同盟委員長、最高人民会議代議員などを務めた。
1966年に『反党宗派分子』として粛清の対象となったとされその後の動向などの詳細は分かっていないが、83歳で死去したとされている。

## 死後
死後、韓国側では粛清説などが噂されるも、その真偽は未確定である。いわゆる越北作家の作品が解禁された後、詩選『太陽に背を向けた街』が発刊された。